# Xã Hampden, Quận Coffey, Kansas
Xã Hampden (tiếng Anh: Hampden Township) là một xã thuộc quận Coffey, tiểu bang Kansas, Hoa Kỳ. Năm 2010, dân số của xã này là 128 người.